# Adorato
Adorato  è un nome proprio di persona italiano maschile.

## Varianti
- Maschili: Adorando[1][2]
  - Ipocoristici: Dorando[1]
- Femminili: Adorata[1][2], Adoranda[1]
  - Ipocoristici: Doranda

## Origine e diffusione
Deriva dal tardo nome latino Adoratus, basato sul verbo latino adorare ("adorare" anche in italiano); costituisce un nome lusinghiero per il bambino ("adorato", "molto amato") o, in ottica cristiana, riferito all'adorazione verso Dio, Cristo o la Madonna.
Un tempo comune, il suo uso è ormai in netto declino, e sopravvive quasi solo nella forma aferetica "Dorando", anch'essa comunque molto rara. La forma "Adorando" è tipicamente toscana.

## Onomastico
Il nome è adespota, non essendoci santi che lo abbiano portato. L'onomastico può essere festeggiato il 1º novembre, per la festa di Ognissanti.

## Persone

### Variante Dorando
- Dorando Pietri, atleta italiano